# Rio Cornet (Bucureşci)
O Rio Cornet é um rio da Romênia, afluente do Bucureşci, localizado no distrito de Hunedoara.